# Honey Boy
Pour plus de détails, voir Fiche technique et Distribution.
Honey Boy est un film américain réalisé par Alma Har'el (en), sorti en 2019. Shia LaBeouf s'est inspiré de son enfance pour en écrire le scénario.

## Synopsis
Un jeune acteur essaie de se réconcilier avec son père.

## Fiche technique
- Titre : Honey Boy
- Réalisation : Alma Har'el
- Scénario : Shia LaBeouf
- Musique : Alex Somers
- Photographie : Natasha Braier
- Montage : Dominic LaPerriere et Monica Salazar
- Production : Anita Gou, Alma Har'el, Brian Kavanaugh-Jones, Chris Leggett et Daniela Taplin Lundberg
- Société de production : Amazon Studios, Stay Gold Features, Kindred Spirit, Red Crown Productions, Automatik Entertainment, Delirio Films et Belladonna Productions
- Société de distribution : Amazon Studios (États-Unis)
- Pays de production :  États-Unis
- Genre : Drame
- Durée : 94 minutes
- Date de sortie : 
  - États-Unis : 8 novembre 2019

## Distribution
- Shia LaBeouf : James Lort
- Lucas Hedges : Otis Lort à 22 ans
- Noah Jupe : Otis Lort à 12 ans
- Byron Bowers : Percy
- Laura San Giacomo : Dr. Moreno
- FKA Twigs : la fille timide
- Natasha Lyonne : la mère d'Otis
- Maika Monroe : Sandra
- Clifton Collins Jr. : Tom
- Mario Ponce : Tiny
- Martin Starr : Alec
- Dorian Brown Pham : Pam
- Greta Jung : AD
- Craig Stark : Craig

## Accueil
Le film a reçu un accueil favorable de la critique. Il obtient un score moyen de 73 % sur Metacritic.